# De Witten
De De Witten is een in 1861 in opdracht van Jan Vos als bovenkruier gebouwde korenmolen aan de Oldenhove in de Nederlandse plaats Etten in de gemeente Oude IJsselstreek (provincie Gelderland).
In 1945 werd de molen door Duitse militairen als uitkijkpost gebruikt, waarna Canadese troepen hem beschoten. Na de bevrijding werd de molen hersteld en verder slechts gebruikt als silo. In 1972 werd de molen verkocht aan de Stichting tot Behoud van de Ettense Molen, die hem maalvaardig liet restaureren.
In de molen is 1 koppel 16der kunststenen aanwezig. De Witten is maalvaardig, maar echter niet meer in gebruik om graan te malen.
Het wiekenkruis is 22,50 meter en is Oudhollands. De molen wordt met een kruilier verkruid en heeft een Engels kruiwerk. De Witten is eigendom van de Stichting tot Behoud van de Ettense Molen en is op afspraak te bezoeken.